# 凱爾·瑞斯
凱爾·瑞斯（英語：Kyle Reese）是一名在魔鬼終結者系列電影中登場的一名虛構人物，在《魔鬼終結者》（1984）與《魔鬼終結者2》中由麥可·賓恩飾演，該角色的創造者為導演詹姆斯·卡麥隆。

## 魔鬼終結者系列電影
瑞斯是《魔鬼終結者》（1984）中在世界末日後人類抵抗軍中的一員士兵，在1997年8月29日的一場致命的核戰爭中，大多數人已經被一種被稱為天網的人工智能所毀滅。倖存者們在約翰·康納的領導下組織了人類抵抗軍與有意識的人工智慧系統對抗。
在《魔鬼終結者》（1984）與《魔鬼終結者：創世契機》中，天網在1984年5月12日將其最可怕的機器之一終結者送回末日前的加利福尼亞洛杉磯，企圖暗殺約翰·康納的母親莎拉·康納以阻止前者的出生，而瑞斯自願回到1984年攔截終結者。

### 前情
根據《魔鬼終結者：創世契機》，瑞斯出生於2004年，他最終成為一名中士(牌號DN38416)，在抵抗軍的科技部中工作。他是約翰·康納的近衛軍之一，經常被約翰選為滲透任務的一員。
瑞斯小時候就學會製造炸藥，他還協助以逆向工程偷竊了天網的大部分技術、激光步槍設備，以及天網開發的時空旅行技術。

### 《魔鬼終結者》 （1984）
為了阻止天網企圖在約翰出生前刺殺莎拉·康納，抵抗軍決定派遣士兵擊敗終結者並保護莎拉的生命。瑞斯自願隻身前往末日前的洛杉磯執行這項單程任務。
被赤裸地送回1984年時，瑞斯尚不知終結者的人類外貌如何，他偷走了衣服和警用槍枝。他找到並跟蹤莎拉，等待終結者現身。瑞斯將她從終結者在一家夜總會和警察局的刺殺行動中解救出來，並警告她人類即將滅亡的命運以及她和未出生兒子對未來的人們來說有多大的意義。
儘管最初對瑞斯懷有敵意，但莎拉逐漸信任他，因為他成為了她和終結者之間的唯一事物。當他們繼續逃亡，兩個人變得越來越親近時，瑞斯最終坦言他自願參加這次任務。儘管經過艱苦的戰鬥，瑞斯還是深深地愛上了莎拉這位通過約翰給他的一張照片而認識的女人，
在瑞斯告訴莎拉這段故事之後，兩人發生了關係。
終結者又追了上來，在一陣追逐駁火後，瑞斯受了槍傷，但用計炸毀了終結者劫走試圖輾過莎拉的油罐車，然而僅剩合金骨骼的終結者仍然站起來緊追不捨並將逼得兩人逃進一間工廠。瑞斯將最後一自製的土炮塑膠水管炸彈塞進終結者的骨架中並炸毀了終結者，但自己也因遭波及而亡。不料終結者的上半身又動了起來緊追莎拉，最終被莎拉啟動的油壓機壓碎。

### 《魔鬼終結者2》
由麥可·賓恩飾演的凱爾·瑞斯在《魔鬼終結者2》中曾短暫出現於莎拉·康納的夢境中，雖然該片段在院線片中被剪去，但有出現在增長版的雷射光碟中。在莎拉·康納夢到「審判日」來臨的夢中時，瑞斯出現在她的房間裡並提醒她即將來臨的危險，而她必須保護她的兒子約翰·康納。然而當瑞斯走出牢房離開時，莎拉追了上去而被引導至許多孩童在玩耍的遊樂場，並在目睹了洛杉磯核爆的發生後被嚇醒。